# Foro para la Gobernanza de Internet

Foro para la Governanza de Internet en Alemania

El Foro para la Gobernanza de Internet (FGI) es un espacio para el diálogo sobre cuestiones relacionadas con el desarrollo de Internet. Procura reunir a todas las partes interesadas del ecosistema de Internet, incluyendo a los gobiernos, el sector privado, la sociedad civil, la comunidad técnica y la académica, en igualdad de condiciones y mediante un proceso abierto e inclusivo. El establecimiento del FGI fue anunciado oficialmente por el Secretario General de las Naciones Unidas en julio de 2006. La primera reunión del Foro fue llevada a cabo en 2006 y ha celebrado una reunión anual desde entonces.

## Antecedentes
La necesidad de contar con una reunión dedicada al desarrollo de Internet fue patente durante los trabajos de la Cumbre Mundial sobre la Sociedad de la Información (CMSI), llevados a cabo entre 2003 y 2005. El informe del Grupo de Trabajo sobre Gobernanza de Internet (GTGI) es considerado parte de dichos trabajos.

### Primera Fase de la CMSI
La primera fase de la Cumbre tuvo lugar en Ginebra, Suiza del 10 al 12 de diciembre de 2003. La Declaración de Principios de Ginebra y el Plan de Acción de Ginebra fueron producidos durante esta reunión. Si bien no existió consenso en torno a las acciones futuras que deberían ser llevadas a cabo para fomentar el desarrollo de la Sociedad de la Información, sí fue posible generar el acuerdo necesario para continuar el diálogo. Por lo tanto, los representantes de los gobiernos del mundo reunidos en la Cumbre solicitaron al Secretario General de las Naciones Unidas el establecimiento de un Grupo de Trabajo sobre Gobernanza de Internet (GTGI), en un proceso abierto y participativo que permitiera la inclusión de todas las partes interesadas del ecosistema.

### Grupo de Trabajo sobre Gobernanza de Internet
Tras una serie de consultas abiertas en 2004 y 2005, y después de llegar a un consenso claro entre sus miembros el GTGI propuso la creación del Primer Foro para la Gobernanza de Internet, como una de las cuatro propuestas formuladas en su informe final.
El párrafo 40 del informe del GTGI señala:

"El Grupo de Trabajo identificó un vacío en el marco de las estructuras existentes, ya que no existe un foro mundial de múltiples partes interesadas para abordar las cuestiones de política pública relacionadas con Internet. Llegamos a la conclusión de que no habrá mérito en la creación de un espacio de este tipo para el diálogo entre todas las partes interesadas. Este espacio podrá abordar estas cuestiones, así como las cuestiones emergentes, que son transversales y multidimensionales y que tampoco afecta a más de una institución, no se abordan por cualquier institución o no se abordan de manera coordinada"

El informe del GTGI fue uno de los insumos para los trabajos de la Segunda Fase de la CMSI, celebrada en Túnez en 2005.

### Segunda Fase de la CMSI
La segunda fase de la CMSI fue celebrada en Túnez, Túnez del 16 al 18 de noviembre de 2005. El Compromiso de Túnez y la Agenda de Túnez para la Sociedad de la Información fueron producidos durante esta reunión. En particular, la Agenda de Túnez incluye en el párrafo 72 una solicitud dirigida al Secretario General de las Naciones Unidas para que convocara a "una reunión del nuevo foro para diálogo sobre políticas de las múltiples partes interesadas (Foro para la Gobernanza de Internet - IGF)".
Esta reunión no llegó a un acuerdo sobre ninguna de las otras propuestas del GTGI, que por lo general se centró en las nuevas funciones de supervisión de Internet que modificaría el papel que Estados Unidos desempeña con respecto a la gestión de los recursos técnicos de Internet a través de la supervisión contractual de la ICANN.

### Formación del Foro para la Gobernanza de Internet
En 2006, la Asamblea General de la Organización de las Naciones Unidas invitó al Secretario General de la organización a convocar a la realización del Foro, conforme a la solicitud planteada en la Agenda de Túnez, como parte de los trabajos de la CMSI.

## Reuniones del Foro para la Gobernanza de Internet
Desde 2006, el FGI ha celebrado una reunión anualmente. Las reuniones han sido llevadas a cabo en distintas naciones del mundo.

### 2006: Atenas
La primera reunión del FGI fue llevada a cabo en Atenas, Grecia, del 30 de octubre al 2 de noviembre de 2006. El tema general de la reunión fue "Gobernanza de Internet para el desarrollo" y contó con dos sesiones de consultas preparatorias, celebradas en Ginebra, Suiza el 16 y 17 de febrero, y el 19 de mayo del mismo año.

### 2007: Río de Janeiro
La segunda reunión del Foro tuvo lugar en Río de Janeiro, Brasil, del 12 al 15 de noviembre de 2007 y tuvo como tema general "Gobernanza de Internet para el desarrollo". Los trabajos preparatorios de la reunión incluyeron una sesión de balance de los trabajos de la reunión de 2006, llevada a cabo en Ginebra, Suiza, el 13 de febrero de 2007. La preparación también incluyó dos sesiones de consultas abiertas, las cuales fueron celebradas en mayo y septiembre del mismo año.

### 2008: Hyderabad
La tercera reunión del FGI fue celebrada en Hyderabad, India, de 3 al 6 de diciembre de 2008. El tema general de esta reunión fue "Internet para todos". Los trabajos preparatorios de esta reunión incluyeron diversas reuniones del Grupo Asesor de Múltiples Partes Interesadas, conocido por su sigla en inglés como MAG.

### 2009: Sharm el-Sheij
La cuarta reunión del Foro para la Gobernanza de Internet tuvo lugar en Sharm el-Sheij, Egipto, del 15 al 18 de noviembre de 2009, con el tema general "Gobernanza de Internet - Creando oportunidades para todos". El proceso preparatorio incluyó dos sesiones de reuniones del MAG, acompañadas de consultas abiertas en febrero y mayo. Adicionalmente fue celebrada una reunión preparatoria en septiembre.

### 2010: Vilna
La quinta reunión del Foro fue llevada a cabo en Vilna, Lituania, del 14 al 17 de septiembre de 2010, bajo el tema "Desarrollando el futuro juntos". El ciclo de preparación incluyó reuniones del MAG en febrero y mayo, así como una reunión abierta a finales de junio.
 Las reuniones del MAG de febrero incluyó una revisión de los resultados de la reunión de Egipto.

### 2011: Nairobi
La sexta reunión del FGI fue celebrada en Nairobi, Kenia, del 27 al 30 de septiembre de 2011, con el tema "Internet como un catalizador para el cambio: acceso, desarrollo, libertades e innovación". Las reuniones preparatorias del MAG tuvieron lugar en febrero y mayo del mismo año, mientras que el 26 de septiembre fue celebrado un evento previo al Foro.

### 2012: Bakú
La séptima reunión del Foro tuvo lugar en Bakú, Azerbaiyán del 6 al 9 de noviembre de 2012 y contó con actividades previas celebradas el 5 de noviembre. El tema general fue "Gobernanza de Internet para el desarrollo humano sostenible, económico y social". El proceso preparatorio incluyó dos sesiones del MAG, celebradas en febrero y mayo del mismo año.
De acuerdo con las cifras de asistencia, la parte interesada que mayor participación tuvo fue la sociedad civil, con 33% de los asistentes. Por región geográfica, la zona de Europa del Este y otros grupos contó con 36% de los asistentes a la reunión. En materia de género, 65% de los asistentes fueron hombres, contra un 35% de mujeres.

### 2013: Bali
La octava reunión del FGI fue llevada a cabo en Bali, Indonesia, del 22 al 25 de octubre de 2013, aunque contó con un día de actividades previas celebradas el 21 de octubre. El tema general fue "Trabajos de múltiples partes interesadas", con los siguientes subtemas:
- Derechos humanos, libertad y libre flujo de la información en Internet
- Acceso / diversidad: Internet como un motor del crecimiento y el desarrollo sostenible
- Principios para la gobernanza de Internet
- Principios de la cooperación de múltiples partes interesadas
- Seguridad: Marco legal y otros marcos: spam, hacking y cibercrimen
- Cooperación mejorada de múltiples partes interesadas

Las cifras de asistencia señalan una amplia participación de personas procedentes de Europa del Este, al constituir el 33% de los asistentes, contra 29% de asistentes procedentes del país anfitrión. En relación con las partes interesadas, el 46% de los asistentes se identificaron con la sociedad civil. En materia de género, el 63% de los asistentes fueron hombres, con una tendencia similar a la mostrada en la reunión de 2012.

### 2014: Estambul
La novena reunión del Foro para la Gobernanza de Internet tuvo lugar en Estambul, Turquía, del 2 al 5 de septiembre de 2014. El tema principal fue "Conectando continentes para una gobernanza de Internet mejorada de múltiples partes interesadas", considerando nueve subtemas:
- Políticas para habilitar el acceso
- Creación de contenido
- Diseminación y uso
- Internet como un motor para el crecimiento y el desarrollo
- FGI y el futuro del ecosistema de Internet
- Mejorando la confianza digital
- Internet y derechos humanos
- Recursos críticos de Internet
- Asuntos emergentes

Las cifras de asistencia indican que el 32% de los asistentes se identificaron con la sociedad civil. Por región geográfica, el 32% de los asistentes pertenecían a Europa del Este, seguidos por un 31% de asistentes del país anfitrión. En materia de género, 65% de los asistentes eran hombres, manteniendo la tendencia de reuniones anteriores.

### 2015: João Pessoa
La décima reunión del Foro para la Gobernanza de Internet tuvo lugar en João Pessoa, Brasil, del 10 al 13 de noviembre de 2015. Tuvo como tema central "La Evolución de la Gobernanza de Internet: Fortaleciendo el Desarrollo Sostenible", considerando ocho subtemas:
- Ciberseguridad y Confianza Digital
- Economía Digital
- Inclusión y Diversidad
- Apertura
- Fortaleciendo la Cooperación de Múltiples Partes Interesadas
- Internet y Derechos Humanos
- Recursos Críticos de Internet
- Problemas Emergentes

De acuerdo con las cifras de asistencia, el 44% de los asistentes se identificaron con la sociedad civil. Por región geográfica, el 49% de los asistentes pertenecían a Brasil, el país anfitrión, seguidos por un 26% pertenecientes a países de Europa del Este. En materia de género, 62% de los asistentes eran hombres y el restante 38% mujeres.

### 2016: Jalisco
La decimoprimera edición del Foro para la Gobernanza de Internet fue celebrada en Jalisco, México del 6 al 9 de diciembre de 2016 y se trató la primera celebrada después de que la Asamblea General de las Naciones Unidas renovó el mandato del Foro por un periodo de diez años.
Debido a que el tema general fue "Habilitando el crecimiento inclusivo y sostenible", las actividades del evento incluyeron discusiones en torno a temas diversos como desarrollo sostenible, acceso y diversidad, retos para las juventudes y en materia de género, protección y promoción de derechos humanos en Internet, ciberseguridad, mejora de la cooperación entre las múltiples partes interesadas, gestión de los recursos críticos de Internet y creación de capacidades, entre otros.
Durante los cuatro días del Foro se dieron cita más de 2000 asistentes provenientes de 123 países, los cuales participaron en las más de 200 sesiones que tuvieron lugar. De acuerdo con el Secretariado de Naciones Unidas para el FGI, el 39.6% de las personas que asistieron presencialmente fueron mujeres, mientras que el 60.4% restante fueron hombres. El mismo patrón se registró entre las personas que asistieron al evento por medios remotos, siendo 37.7% mujeres y 62% hombres. Por región geográfica, el 51.1% de los asistentes pertenecía a América Latina y el Caribe.

### 2017: Ginebra
Durante su primera sesión de 2017, el Grupo Asesor de Múltiples Partes interesadas tuvo conocimiento de que la decimosegunda reunión del Foro ha sido programada para llevarse a cabo del 18 al 21 de diciembre de 2017 en Ginebra, Suiza, teniendo como sede el Palacio de las Naciones. El Grupo aprobó como tema general para la reunión "¡Da forma a tu futuro digital!".

### 2018: París
La decimotercera edición se desarrolló del 12 al 14 de noviembre de 2018 en París, Francia. Se contó con la participación de más de 3000 delegados, quienes participaron en 171 sesiones.
Las ejes principales de esta edición fueron los siguientes: 1- Ciberseguridad, Confianza y Privacidad; 2- Desarrollo, Innovación y Asuntos Económicos; 3- Inclusión Digital y Accesibilidad; 4- Derechos Humanos, Género y Juventud; 5- Tecnologías Emergentes; 6- Evolución de la Gobernanza de Internet; 7- Media y Contenido; 8- Asuntos Técnicos y Operacionales.